# Ineke van Wetering
Wilhelmina ('Ineke') van Wetering (Hilversum, 17 oktober 1934 - Huijbergen, 18 oktober 2011) was een Nederlandse antropoloog en surinamist.
Ineke van Wetering werd geboren in Hilversum als de dochter van een winkelier in ijzerwaren en gereedschappen. Ze verloor op 10-jarige leeftijd haar vader; Gerard van Wetering werd op 9 februari 1945 door de Duitsers geëxecuteerd voor zijn lidmaatschap van een illegale groep die onder meer onderduikers aan adressen hielp. In de jaren 40 en 50 volgde Ineke gymnasium alfa in Hilversum en studeerde daarna culturele antropologie aan de Universiteit van Amsterdam bij prof. André Köbben. Als antropoloog is zij in haar latere leven verbonden geweest aan de Vrije Universiteit. Gedurende 1995-1996 was zij gasthoogleraar aan de Amsterdam School of Social Science Research (ASSR).

## Marronstudies
Na haar afstuderen verrichtte ze samen met haar levens- en onderzoekspartner Bonno Thoden van Velzen, eveneens een bij Köbben afgestudeerde antropoloog, veldwerk bij de Aukaners, een van de zes marrongroepen in het binnenland van Suriname. Na afloop van het onderzoek schreven ze hun proefschrift, Van Wetering over de aard en rol van de hekserij in de samenleving waarin ze had vertoefd. Vanaf 1961 tot 2010, bijna een halve eeuw lang, zijn beiden intensief bezig geweest met vervolgonderzoeken bij de Aukaners. Van Wetering legde haar onderzoeksresultaten vast in een reeks publicaties die zij onder eigen naam, maar ook in combinatie met die van Thoden van Velzen het licht deed zien. Haar belangrijkste thema was en bleef de religieuze antropologie. Samen met Thoden van Velzen publiceerde ze onder de naam Wilhelmina van Wetering in 1988 en 2004 studies over de Marrons die zowel in het specifieke antropologische genre als voor het gehele Surinaamse studieveld klassiekers zijn geworden.

## Creolen in de Bijlmermeer
Daarnaast is zij bekend geworden door haar onderzoek in de jaren tachtig onder de Creoolse bevolkingsgroep in de Amsterdamse Bijlmermeer, waar zij om die reden enkele jaren woonde. Soms waren haar onderwerpen enigszins controversieel, zoals de culturele invulling van homoseksualiteit bij de Creolen in de Bijlmermeer en het witwassen van geld via winti-rituelen. Ook publiceerde zij over onderlinge hulpfondsen en, in breder verband, over feministische antropologie. Soms gebruikte zij de schrijversnaam Mildred Kuiperbak.

## Prijs
Voor haar studies van de marroncultuur ontving zij in 2010 de hoogste marrononderscheiding, de Gaanman Gazon Matodja Award.

## Levenseinde
Ineke van Wetering stierf aan de gevolgen van een slopende ziekte. Zij verkoos op haar verjaardag in te slapen; de dag daarop was ze klinisch dood. Tot het laatst heeft zij gewerkt aan twee boeken, die beide niet voltooid konden worden: Makandra, vrouwenrituelen en Creools-Surinaamse identiteit in Suriname, een verslag van haar jaren die zij in de Bijlmermeer doorbracht onder Creools-Surinaamse vrouwen, en een boek over therapeutische rituelen van Creolen en Marrons in Suriname.